# 舞鶴荘
舞鶴荘（まいづるそう）は、佐賀県唐津市にある旧高取家住宅（旧高取邸）の南邸にあたる建物。九州電力が所有している。

## 歴史
国の重要文化財になっている旧高取家住宅（旧高取邸）を邸宅としていた高取伊好が娘婿夫婦のために大正時代後期の1922年（大正11年）に建築した。重厚な唐破風の車寄せなどを特徴とする近代和風建築である。
1962年（昭和37年）からは九州電力の保養所として利用された。しかし、本館については2014年（平成26年）から閉鎖されている。跡地利用のため九州電力は2021年（令和3年）の春と秋にマルシェを開催し、2022年（令和4年）8月から屋外スペースを無料で貸し出すことになった。

## 施設
本館、庭園エリア（2箇所）、サービス棟エリア、イベントエリアからなる。
- 本館（九州電力の保養所として使用されていたが閉鎖中[1]）
- 庭園エリア
- サービス棟エリア
- イベントエリア